# Meteore - Alla ricerca delle stelle perdute
Meteore - Alla ricerca delle stelle perdute è stato un programma televisivo italiano trasmesso in prima serata su Italia 1 tra il 1998 e il 1999.

## Il programma
L'obiettivo di Meteore era quello di mostrare, in ogni puntata, numerosi filmati tratti dall'archivio delle reti Mediaset (e non solo) aventi come protagonisti quei VIP da tempo scomparsi dalle scene e quei personaggi che avevano conosciuto un intenso ma fugace periodo di notorietà, per poi ritornare nell'anonimato. Al termine di ogni clip venivano brevemente rivelate al pubblico alcune notizie riguardanti la vita del soggetto mostrato una volta conclusasi la parentesi di celebrità. Di fatto era contrapposto a un'altra trasmissione di Italia 1 in onda in quegli stessi anni, Matricole, nella quale venivano invece trasmesse brevi clip relative agli esordi o ai provini dei personaggi noti.
Spesso, le "meteore" intervenivano in studio in qualità di ospiti; tra queste si ricordano i cantanti Dario Baldan Bembo, Nikka Costa, Samantha Fox, Den Harrow, Tracy Spencer, Sergio Caputo, Sandy Marton, Luciano Rossi e Plastic Bertrand, gli attori Ed Bishop, Karina Huff, Pam Dawber, Lindsay Wagner, John Amos, Sherman Hemsley e Isabel Sanford (I Jefferson), ma anche testimonial resi celebri da martellanti campagne pubblicitarie del passato o personaggi che divennero noti per motivi particolari come Masha Sirago, colei che tirò una torta in faccia a Pippo Baudo durante Gran Premio (1990). Altri personaggi intervenuti furono Robertina di Telemike, la star delle televendite Guido Angeli, le eroine delle telenovelas sudamericane Verónica Castro e Grecia Colmenares, Larry Hagman e Linda Gray (J.R. e Sue Ellen del serial Dallas), Pablito Calvo (il protagonista di Marcellino pane e vino), Gianfranco Funari (in quel periodo esiliato dalle principali reti televisive nazionali), Pamela Petrarolo e molte altre ex ragazze di Non è la Rai, Tinì Cansino e le altre ragazze Fast Food del Drive in, le ragazze Cin Cin di Colpo grosso, John Schneider, Mauro Repetto (il biondo degli 883), Fabio Ferrari e Fabrizio Bracconeri (protagonisti del telefilm I ragazzi della 3ª C), Pasquale Finicelli (Mirko nella serie Love Me Licia e nei suoi seguiti), Pierre Cosso, Alfredo Papa, Raffaella Bragazzi (voce misteriosa di Ok, il prezzo è giusto!), Sandro Ciotti (ex storico radiocronista di Tutto il calcio minuto per minuto), Lara Motta, Valerio Merola, Raffaele Pisu, Enzo De Toma, Paolo Barabani e Silver Pozzoli. Nella band anche Roberta Faccani come corista. 
Tra le rubriche fisse della trasmissione, "Sexy-meteore", dedicata alle attrici dei film erotici degli anni settanta come Laura Gemser, Nadia Cassini e Lilli Carati. Inviati speciali della trasmissione, in missione per cercare notizie sulle "meteore", sono stati Guido Meda nel 1998 e Sandy Marton nel 1999. La sigla iniziale del programma era il brano Starman di David Bowie, che accompagnava anche tutti i filmati del programma. La voce fuoricampo del programma era quella dello storico speaker di Canale 5, Mario Silvestri.
La trasmissione inizia il 22 settembre 1998 con tre puntate in onda fino al 6 ottobre; visto il grande successo in termini di ascolti, l'anno successivo, a partire dal 23 settembre 1999, torna con altre otto puntate. Le tre puntate della prima edizione sono condotte da Amadeus, Gene Gnocchi e Alessia Merz, mentre nelle otto che compongono la seconda e ultima edizione (1999) Amadeus viene sostituito da Giorgio Mastrota, anch'esso affiancato da Gnocchi e la Merz e con la partecipazione di Cesare Cadeo, ironicamente "contrapposto" a Mastrota da Gnocchi, in virtù dell'essere due televenditori per le reti Mediaset.

## Successo e critiche
La trasmissione debuttò con un ottimo indice d'ascolto, superando i cinque milioni di telespettatori nella prima puntata andata in onda il 22 settembre 1998.
Destò particolare scalpore, durante la puntata del 30 settembre 1999, un'intervista realizzata direttamente ad Hammamet dall'inviato Sandy Marton all'ex leader del PSI Bettino Craxi (la cui presenza fu giustificata dal fatto che questi era la grande meteora della politica italiana) che riapparve così in video dopo diversi anni di totale silenzio, e in cui diede per la prima volta una propria versione dei fatti riguardanti Tangentopoli e i vari avvenimenti che lo avevano portato alla sua latitanza in Tunisia.

### L'unione conMatricole
La trasmissione, replicata alcune volte sulla stessa Italia 1 e sulla rete satellitare Happy Channel, tornò in onda nel 2002 in una versione rinnovata, con la conduzione di Enrico Papi; fu infatti unita a Matricole, assieme dando luogo così a Matricole & Meteore, nuovo format che alterna momenti dedicati al ricordo delle star del passato ad altri dedicati agli esordi delle celebrità del presente. Una seconda versione di questo nuovo format fu proposta nel 2010, con la conduzione di Nicola Savino e Juliana Moreira.